# Иконоборчество в Византии

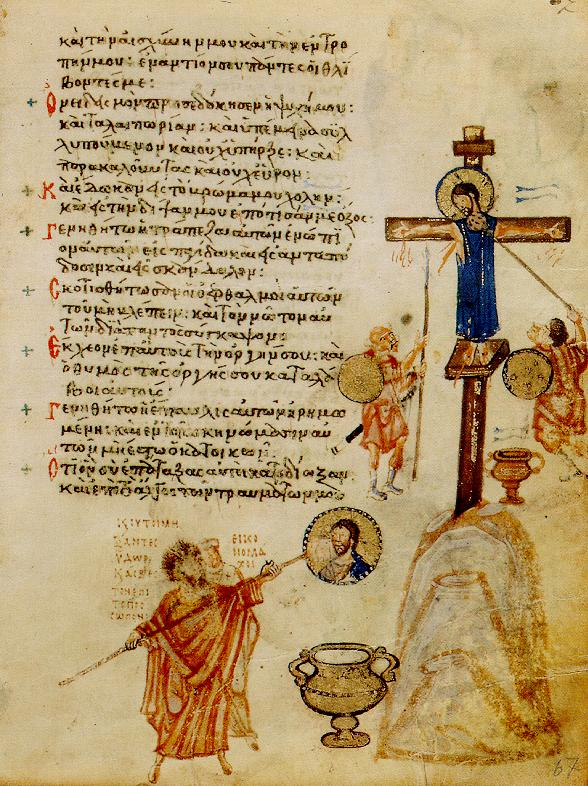
Миниатюра из Хлудовской псалтыри: аллегорическое изображение иконоборчества. «И дали мне в пищу желчь, и в жажде моей напоили меня уксусом». Художник комментирует действия иконоборцев, сопоставляя их с евангельскими событиями. Распятие на горе Голгофе; иконоборцы, замазывающие известью икону Христа. Воин справа подносит Христу губку, напитанную уксусом, другой воин пронзает Христа копьём. У подножия горы иконоборцы Иоанн Грамматик и епископ Антоний Силлейский

Иконобо́рчество в Византии — религиозно-политическое движение в Византии в VIII — начале IX века, направленное против почитания икон.
Иконоборцы считали изображения святых идолами, а почитание икон — идолопоклонством, ссылаясь на ветхозаветные заповеди («не сотвори себе кумира и никакого изображения того, что на небе вверху… не поклоняйся им и не служи им» (Исх. 20:4-5)).
В 730 году император Лев III Исавр запретил почитание икон. Итогом иконоборчества стало уничтожение тысяч икон, а также мозаик, фресок, изваяний святых и расписных алтарей во многих храмах. Иконоборчество было официально закреплено на Иконоборческом соборе в 754 году при поддержке императора Константина V Копронима, сурово ополчившегося против иконопочитателей, особенно монахов.
Однако позднее, в 787 году, при поддержке императрицы Ирины, вдовы Льва IV Хазара, Седьмой Вселенский собор всё же утвердил догмат иконопочитания и отменил решение собора 754 года (который было постановлено не считать «вселенским», так как на нём не были представлены все поместные церкви). Императоры Никифор Ι Геник и Михаил I Рангаве, правившие после Ирины, придерживались иконопочитания; но после сокрушительного поражения Михаила I в войне с болгарами в 813 году на престол взошёл Лев V Армянин, при котором иконоборчество возобновилось, а решения собора 754 года были признаны вновь.
Наконец, в период регентства императрицы Феодоры патриарх-иконоборец Иоанн VII был свергнут. При сменившем его новом патриархе Мефодии в 843 году состоялся новый собор, утвердивший и одобривший все определения VII Вселенского собора и снова подвергший иконоборцев отлучению. Тогда же был установлен и впервые совершён (11 марта 843 года) чин провозглашения вечной памяти ревнителям православия и анафематствования еретикам, совершаемый в православной церкви и до нашего времени в Неделю Православия («Торжество православия»).

## Предыстория иконоборчества

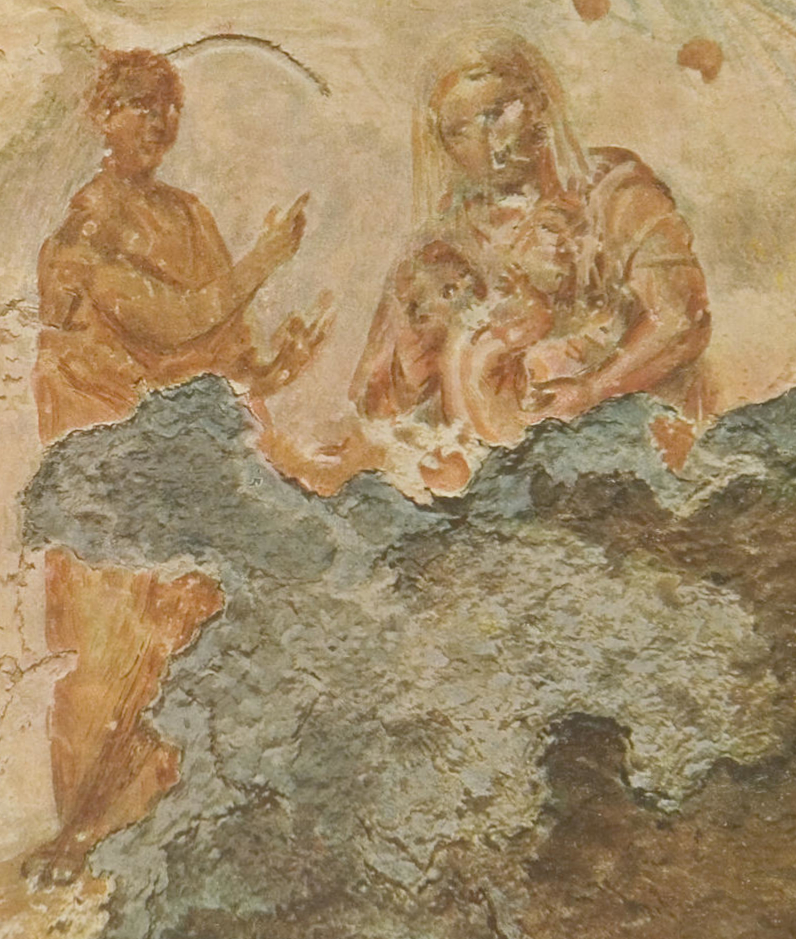
Древнейшее известное изображение Богородицы с младенцем Иисусом
(II век, Катакомбы Присциллы, Рим)

Изображения Христа, Богородицы, святых и библейских сцен известны в христианстве начиная со II века. Первым иконописцем считается евангелист Лука, слывший хорошим художником; ему приписывается прижизненный портрет девы Марии, воплощённый ныне в иконе Владимирской Богоматери. К IV веку стены христианских храмов уже повсеместно украшались живописными изображениями. Василий Великий в слове, посвящённом памяти мученика Варлаама, призывает живописцев изобразить подвиги святого, Иоанн Златоуст пишет о распространении изображений Мелетия Антиохийского, а Феодорит Кирский сообщает о портретах Симеона Столпника, продаваемых в Риме.
Несмотря на такую поддержку изображения лиц и событий Священной и церковной истории, в этот же период появляются первые возражения против употребления икон. Так, Евсевий Кесарийский отрицательно высказывается про желание сестры императора иметь икону Христа. Это он объясняет не ветхозаветным запретом, а тем, что божественная природа неизобразима. Известны и активные иконоборческие действия в этот период: Епифаний Кипрский, увидев в церкви завесу с изображением человека, разорвал её и отдал на покрытие гроба нищего; в Испании на Эльвирском соборе (начало IV века) было принято постановление против стенной живописи в храмах</ref>:
чтобы живописи в церквах не было, и чтобы не служило предметом почитания и обожания то, что изображается на стенах.
К началу VI века иконоборческие позиции усилились из-за распространения в византийской империи монофизитства. Лидер монофизитов Севир Антиохийский отрицал не только иконы Христа, Богородицы, святых, но даже и изображение Святого Духа в виде голубя. О степени влиятельности противников иконопочитания в этот период свидетельствуют сообщения о письмах Анастасия Синаита в защиту икон и жалобы Симеона Столпника-младшего императору Юстину II на оскорбляющих «икон Сына Божия и Всесвятой Преславной Богородицы».
Дальнейшее усиление иконоборчества пришлось на конец VI—VII века. В Марсилии епископ Серен в 598 году уничтожил в церкви все иконы, которые, на его взгляд, суеверно почитались прихожанами. Папа Григорий Великий писал к нему об этом, хваля за ревность в борьбе с суевериями, но требовал, чтобы иконы были восстановлены, так как они служат простым людям вместо книги, и просил разъяснить пастве истинный способ почитания икон.
Большую роль в росте иконоборческих настроений сыграло влияние новой религии — ислама, враждебно относящегося к изображениям всего одушевлённого. В районах Римской империи, граничивших с землями арабских племён, издавна процветали христианские ереси — монтанизм, маркионитство, павликианство. Адепты этих христианских течений, по-видимому, под влиянием ислама стали испытывать всё больше сомнений в истинности иконопочитания, а византийские императоры, вынужденные искать мира с Арабским халифатом, шли на уступки иконоборцам. Сообщают, что император Филиппик до своего свержения в 713 году собирался издать закон против почитания икон. Защитники же иконопочитания называли таких императоров-иконоборцев «сарацински мудрствующими».

## Причины иконоборчества

### Богословские

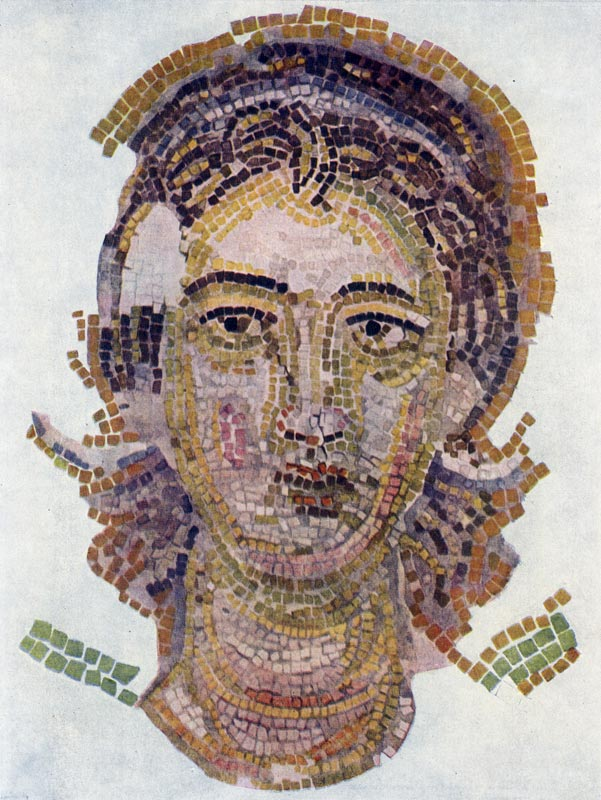
«Никейский ангел», мозаика, смущавшая своей чувственностью иконоборцев
(VII век, восстановлена после разрушения)

Иконоборцы основывали свои взгляды на одной из десяти заповедей, данных Богом Моисею: «Не делай себе кумира и никакого изображения того, что на небе вверху, и что на земле внизу, и что в воде ниже земли; не поклоняйся им и не служи им…» (Исх. 20:4-5). Хотя живописные изображения Христа и святых были известны уже древней церкви, но единообразный канон отношения к иконам отсутствовал. При этом в народных массах иконы окружались суеверным поклонением:

В массах иконопочитание преломлялось иногда грубым и чувственным суеверием… Появился обычай брать иконы в восприемники детей, примешивать соскобленную с икон краску в евхаристическое вино, причастие класть на икону, чтобы получить его из рук святых и т. д. … Иными словами, с иконопочитанием происходило то, что раньше происходило часто с культом святых и почитанием мощей. Возникнув на правильной христологической основе, как плод и раскрытие веры Церкви в Христа, — они слишком часто отрываются от этой основы, превращаются в нечто самодовлеющее, а следовательно, ниспадают обратно в язычество.
— Шмеман А. Исторический путь Православия
Произошёл «рост магических несуразностей в почитании священных предметов, грубое фетишизирование иконы». Такое поведение и вызывало обвинения в идолопоклонстве и язычестве. Ещё до начала иконоборчества Анастасий Синаит (VII век) писал: «Многие думают, что крещение достаточно чтится тем, кто, войдя в церковь, перецелует все иконы, не обращая внимания на литургию и богослужение».
Академик В. Н. Лазарев отмечает, что для религиозного искусства в тот период уже была характерна излишняя чувствительность, которая для некоторых ставила под сомнение святость иконы. При этом, как отмечает историк Карташёв, просвещение в Византии к этому времени значительно понизилось, по сравнению с временем правления императора Юстиниана, и «тонкие проблемы догматики стали непосильны большинству богословских умов».

### Политические
Исследователи выделяют следующие политические причины иконоборчества:
- Связанные с иудаизмом и исламом

Через иконоборчество византийские императоры хотели уничтожить одну из главных преград для сближения христиан с иудеями и мусульманами, которые отрицательно относились к иконам. Через это планировалось облегчить подчинение империи народов, исповедующих эти религии.
- Борьба с властью церкви

К VIII веку политическая роль церкви в империи значительно усилилась, наблюдался значительный рост церковной собственности и монастырей. Духовенство начало активно участвовать в делах управления империей, так, в 695 году министром финансов стал авва Феодот, а в 715 году диакон собора Святой Софии был назначен главнокомандующим войсками. По этой причине императоры-иконоборцы считали необходимым отвлечь людские силы и денежные средства от церкви и направить их в государственную казну. Поэтому, как отмечает греческий историк Папарригопуло, «параллельно с религиозной реформой, осуждавшей иконы, запрещавшей мощи, уменьшившей число монастырей и вместе с тем не коснувшейся основных догматов христианской веры, производилась реформа социальная и политическая».
- Военные поражения

В VII—VIII веках Византийское государство потерпело ряд серьёзных поражений от арабских завоевателей и император Лев III счёл «что виновником всех бед явилось растущее почитание икон, которое можно было в его внешних проявлениях отождествить с идолослужением». Такое мнение императора возникло под влиянием малоазийских епископов и противников иконопочитания Константина Наколийского и Фомы Клавдопольского. После встречи с ними в 726 году последовал императорский указ против почитания икон.
Аналогичный запрет последовал в 811 году после катастрофического поражения византийской армии, нанесённое последней болгарами в битве при Вырбишском проходе; византийская армия была наголову разбита, а император Никифор I убит и обезглавлен. Византийцы расценили поражение как гнев Бога за нарушение заповеди «не сотвори себе кумира» и иконы были вновь запрещены.

## Репрессии

### Уничтожение икон, мозаик и фресок
В период иконоборчества художественные произведения, посвящённые христианской тематике, безжалостно уничтожались: иконы сжигались, украшавшие стены храмов мозаики и фрески сбивались. К наиболее известным фактам такого рода относится уничтожение убранства храма Богородицы во Влахернах, в котором проходил иконоборческий собор 754 года. Житие Стефана Нового, пострадавшего за иконопочитание, сообщает: «…иконы ввергались — одни в болото, другие — в море, третьи — в огонь, а иные были рассекаемы и, раздробляемы секирами. А те иконы, которые находились на церковных стенах, — одни сострагивались железом, другие замазываемы были краскою».

### Преследование и казни иконопочитателей
Многих начальников и воинов по клевете, что они поклоняются иконам, предал разным казням и жесточайшим мучениям. Он обязывал присягою всех в своём царстве не поклоняться иконам и заставил даже Константина, лжеименного патриарха, взойти на амвон, и возвысив честные и животворящие древа клясться, что он не принадлежит к почитателям святых икон. Он убедил его из монахов перевенчаться, есть мясо и присутствовать за царским столом при песнях и плясках.
Преследование в первую очередь затронуло византийское монашество: Константин V объявил их звание неблагонадёжным политически. Сторонники Константина публично гнали и поносили монахов, кидали в них камнями: «…многих монахов умертвил ударами бичей, и даже мечем, и бесчисленное множество ослепил; у некоторых обмазывали бороду спуском воска и масла, подпускал огонь и таким образом обжигал лица их и головы; иных после многих мучений отсылал в изгнание». От гонений пострадал Стефан Новый со своими учениками, их казни, по словам А. В. Карташёва, заставили сравнить времена Копронима с временем Диоклетиана. За сочувствие этим иконопочитателям 25 августа 766 года на ипподроме публично были подвергнуты осмеянию и наказанию 19 высокопоставленных лиц. Ряд из пострадавших от гонений монахов были позднее канонизированы (например, Иоанн Психаит, преподобномученик Андрей Критский и другие).

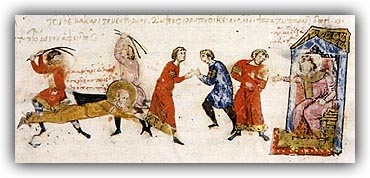
Казни монахов (миниатюра из Хроники Иоанна Скилицы, начало XIII века)

От гонений пострадал ряд константинопольских патриархов (Герман I, Никифор), епархиальные архиереи (например, святитель Евсхимон, умерший в изгнании, Василий Парийский), из богословов Иоанн Дамаскин был предан анафеме, братья Феофан и Феодор, отличавшиеся «необыкновенной учёностью», были подвергнуты бичеванию, а на их лицах вырезаны ямбические стихи, сочинённые императором Феофилом (за это братья получили прозвище Начертанные). При императоре Льве V был отправлен в ссылку и умер в изгнании на острове Самофраки в Эгейском море известный византийский хронист Феофан, бывший непримиримым врагом иконоборцев.
Гонения и конфискация монастырской собственности вызвали массовую миграцию монашествующих в места, незатронутые императорской политикой. В период правления Льва III и Константина V только в Южную Италию переселилось около 50 тыс. монахов. Местами миграции также стали северные берега Чёрного моря и побережье Сирии и Палестины.

### Преследование иконописцев

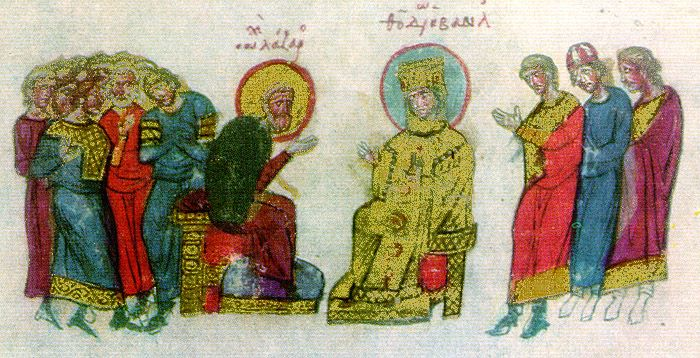
Встреча императрицы Феодоры с иконописцем Лазарем, пострадавшем при императоре Феофиле
(миниатюра из Хроники Иоанна Скилицы)

Борьба с распространением иконописных изображений затронула и их создателей. Наиболее известна история монаха-иконописца Лазаря, пострадавшего при императоре Феофиле:

…решил он принудить и монаха Лазаря (это был славный рисовальщик того времени). Однако монах оказался выше льстивых убеждений… многократно обрушивался с хулой на царя, и тот, видя такое, предал его таким пыткам, что плоть его истекала вместе с кровью и никто не чаял, что ещё жив. Когда же услышал царь, что заключённый в тюрьму рисовальщик понемногу пришёл в себя и, вновь занявшись своим искусством, изображает на дощечках лики святых, велел приложить к его ладоням раскалённые металлические пластинки. Огонь пожирал и источал его плоть, пока не упал он в изнеможении чуть ли не замертво.

Исследователи отмечают, что в период иконоборчества религиозное искусство физически не могло существовать. Страдавшие от репрессий иконописцы уходили в отдалённые монастыри (например, в Каппадокии) и там продолжали свою работу.

## Хроника иконоборчества
Византийское иконоборчество разделяется на два периода, границу между которыми составляет Седьмой Вселенский собор и последовавшее за ним временное восстановление иконопочитания. Первый период, продолжавшийся около 50 лет, начинается во времена царствования императора Льва III и заканчивается регентством императрицы Ирины. Второй период, продолжавшийся около 30 лет, начинается в правление императора Льва V и заканчивается в регентство императрицы Феодоры. Всего в период, относящийся к иконоборческому, в империи правило 12 императоров, из которых только 6 были активными иконоборцами (престол константинопольского патриарха за это время занимало 11 человек, 6 из них были иконоборцами). В таблице представлены императоры и константинопольские патриархи данного периода, жёлтым отмечены иконоборцы.

### Первый иконоборческий период (730—787)
Преувеличенные формы иконопочитания к VIII веку навлекали на христиан упрёки в идолопоклонстве, особенно со стороны мусульман, которые в это время не только энергично распространяли свою религию, отрицавшую любые формы иконопочитания, но и требовали от подвластных себе христиан прекращения поклонения иконам. Ставший в 717 году императором Лев III Исавр (уроженец Германикии на границе с Сирией, привыкший за годы своего губернаторства во Фригии к идеям иконоборчества и павликианства), стремился в ходе своих военных кампаний не только подчинить империи территории, занятые арабами, но и распространить среди мусульман и иудеев христианство. При этом он считал, что императору допустимо вмешиваться в вопросы церковной жизни, римскому папе Григорию II он писал: «Я император и священник», выражая этим свои идеи цезаропапизма.

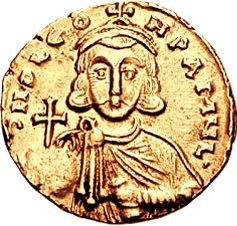
Лев III Исавр

В первые десять лет своего правления Лев не предпринимал энергичных действий в области церковной деятельности, известно лишь о его требовании в 723 году к иудеям и монтанистам принять крещение. Лишь в 726 году, по свидетельству Феофана,

…нечестивый царь Леон начал говорить об уничтожении святых и досточтимых икон. Узнав о сем, Григорий, папа Римский, лишил его податей в Риме и прочей Италии и писал ему поучительное послание, что царю не должно вмешиваться в дела веры и изменять древние учения церкви, постановленные святыми отцами.

В этот же год произошло сильное извержение вулкана к северо-западу от Крита, и среди Цикладских островов образовался новый остров — это было воспринято Львом как знак Божьего гнева за идолопоклонство, и он начал кампанию против иконопочитания. Первым решительным действием стало снятие иконы Христа с ворот Халкопратии. В результате этого произошли столкновения горожан с солдатами: «убили некоторых из царских людей, которые снимали икону Господа с медных ворот великой церкви; и многие за ревность к благочестию были казнены усечением членов, плетьми, изгнаниями и лишениями имений, особенно люди знаменитые и родом, и просвещением». Иконы начали удалять с видных наружных мест, в церквях их поднимали повыше, чтобы народ не лобызал и не кланялся им. При этом из Собора Святой Софии в период правления Льва Исавра иконы не удалялись.
Эти действия императора вызвали раздражение среди иконопочитателей (иконодулов, иконолатров, идололатров — иконопоклонников, идолопоклонников, как их называли противники), к которым принадлежали, главным образом, духовенство и особенно монахи, массы простого народа и женщины всех классов общества, при уничтожении икон происходили схватки и побоища. Население Греции (Эллады) и Цикладских островов, провозгласив нового императора, подняло восстание, окончившееся полным поражением и победой Льва III. Немало жителей внутренних частей империи бежали на окраины государства; значительная часть итальянских владений Византии вместе с Равенной перешли под власть лангобардов.

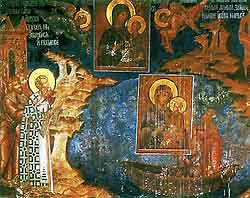
Патриарх Герман опускает в море Лиддскую икону Богородицы, чтобы спасти её от иконоборцев

Константинопольский патриарх Герман начал обличать Льва в ереси. Лев приглашал его на заседание Тайного совета (Silentium), но патриарх на вопрос об иконопочитании отвечал, что не согласен вводить что-либо новое в делах веры без вселенского собора. 17 января 729 года император пригласил патриарха на заседание верховного совета и вновь поднял вопрос об иконопочитании. Герман возражал против иконоборчества, но, не находя поддержки среди императорского окружения, сложил с себя патриаршую власть:

…Леон собрал совет против святых и досточтимых икон в трибунале 19 советников, на который призвал и святейшего патриарха Германа, надеясь убедить его подписаться против святых икон. Но мужественный слуга Христов не только не поддался ненавистному злонамерению его, но, утверждая слово истины, отказался от епископства, сложил с себя омофор и произнёс поучительные слова: «если я Иона, то бросьте меня в море. Без вселенского собора не могу изменить веры, государь».

Перед этим Герман писал римскому папе о своём сопротивлении императору и отправил в Рим ряд константинопольских святынь, которые в настоящее время хранятся в личной папской капелле Сан-Лоренцо рядом с базиликой Сан-Джованни ин Латерано.
Вместо Германа константинопольским патриархом стал иконоборец Анастасий, который подписал эдикт против почитания икон. Этот эдикт стал первым иконоборческим документом, изданным не только от имени императора, но и от церкви.
На западе о политике Льва стало известно от западных купцов, очевидцев снятия образа Христа с ворот Халкопратии. Папа Григорий II писал императору: «Прибыв на родину, они рассказали… о твоих ребяческих поступках. Тогда всюду стали бросать твои портреты на землю, попирать их ногами и уродовать твоё лицо». Папа в 727 году собрал в Риме Собор, подтвердивший законность иконопочитания. Отношения Византии с Западом значительно ухудшились. После захвата Равенны лангобардами византийские наместники увеличили налоги в Южной Италии, против чего выступил папа Григорий II. В ответ на послание патриарха Анастасия папа отверг эпитет «брата и сослужителя», который прилагал к нему патриарх, обличил его в ереси и под угрозой анафемы потребовал его покаяния и возврата к православию. После смерти Григория II его преемник Григорий III занимал такую же твёрдую позицию. Он собрал в Риме Собор из 93 епископов, который постановил: «Впредь кто изымет, уничтожит или обесчестит и поругает иконы… да будет отлучён от церкви».
На Востоке самым сильным противником иконоборчества в эту эпоху был знаменитый богослов Иоанн Дамаскин, написавший в 726—730 годы «Три защитительных слова против порицающих святые иконы». В его сочинении впервые определены различия между «служением», подобающем только Богу, и «поклонением», оказываемом тварным вещам, в том числе и иконам.
Несмотря на такую сильную оппозицию, Лев, опираясь на войско и придворную аристократию, составлявших главный оплот партии иконоборцев (икономахов, иконокластов, иконокаустов — сокрушителей, сожигателей икон, как их называли противники), а также находивший себе поддержку и в некоторой части духовенства, до конца царствования поддерживал иконоборчество. При этом, как отмечает историк Ф. И. Успенский, в синодике, составленном после восстановления иконопочитания, за период царствования Льва указано лишь 40 имён, то есть в первое время иконоборцы занимали выжидательную позицию.

#### Константин V и Иконоборческий собор

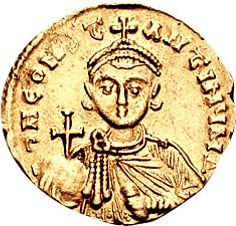
Константин V

Сын и преемник Льва III Константин V Копроним (греч. Κοπρωνυμος — гноетезный (по-церковнославянски: тезоименитый гною, навозу, калу), прозвище, данное императору иконопочитателями) с ещё большей энергией выступил против иконопочитания, несмотря на трудную борьбу (в начале царствования) с православной партией, выставившей против него нового императора, его зятя Артавазда, который в течение почти двух с половиной лет (741—743) владел Константинополем. В этот период даже патриарх-иконоборец Анастасий признал иконы и всенародно объявил Константина еретиком.

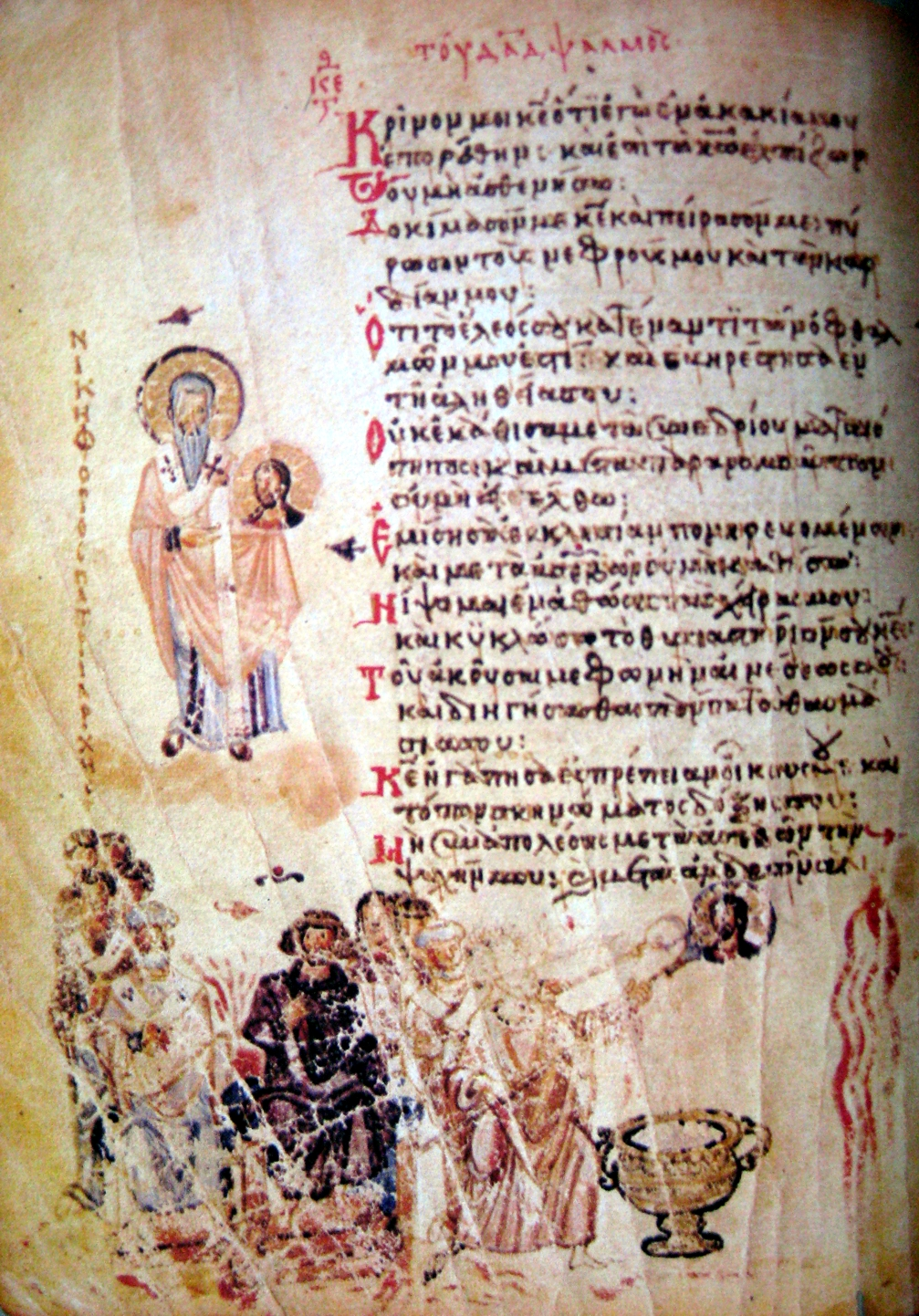
Иконоборческий собор
(миниатюра из Хлудовской псалтыри)

Желая более определённо провести иконоборческие идеи и подготовив к этому умы путём «народных собраний», Константин в 754 году созвал во дворце Иерии, на азиатском берегу Босфора, между Халкидоном и Хрисополем (Скутари) большой собор, получивший впоследствии название иконоборческий, на котором было 348 епископов, но ни одного представителя Рима, Александрии, Антиохии и Иерусалима. Собор, объявивший себя «Седьмым вселенским», постановил:

Кто старается изобразить на память на иконах бездушными и безгласными вещественными красками лики святых, не приносящие никакой пользы, потому что это глупая затея и изобретение дьявольского коварства, вместо того, чтобы добродетели их, о которых повествуется в писаниях, изображать в самих себе, как бы некоторые одушевлённые образы их, и таким образом возбуждать в себе ревность быть подобными им, как говорили божественные отцы наши, да будет ему анафема.

При этом собор не высказался против почитания святых и мощей, а напротив, объявил анафему всем, кто «не просит молитв у них, как у имеющих дерзновение, согласно церковному преданию, ходатайствовать о мире». Орос собора был торжественно провозглашён 27 августа на константинопольском ипподроме, Константина V называли 13-м апостолом и провозглашали анафему защитникам икон: Герману Константинопольскому, Иоанну Дамаскину и Георгию Кипрскому.
После собора Константин начал претворять в жизнь его решения: массово стали уничтожаться иконы, мозаики, иллюминированные рукописи (из некоторых вырезались листы, некоторые сжигались). Вместо прежних иконописных изображений стены храмов украшались арабесками и виньетками из птиц и растений. Хотя собор и не отверг почитание мощей, император был их противником. Так, в Халкидоне, по его указанию, был закрыт чтимый храм святой Евфимии, её мощи были выброшены в море, а само здание обращено в арсенал. Этот период получил название «Константиново гонение» и ознаменован многочисленными казнями иконопочитателей.
Под влиянием покровительства Константина сирийцам и армянам, придерживавшихся павликианства, в европейской части империи усилился восточный элемент (вообще влиятельный при иконоборческих императорах). После 761 года Константин не только стал подвергать открытому гонению и мучениям отдельных представителей монашества (например, преподобномученика Стефана Нового), но преследовал, по-видимому, и самый институт монашества. Благодаря этому, усиливалась эмиграция греческого монашества, бежавшего, главным образом, в южную Италию и на северные берега Чёрного моря. Несмотря на усиление оппозиции (в которой встречались уже и высокопоставленные светские лица), иконоборчество держалось не только до смерти Константина, но и в царствование его сына, более умеренного иконоборца Льва IV Хазара (775—780).

#### Седьмой Вселенский собор

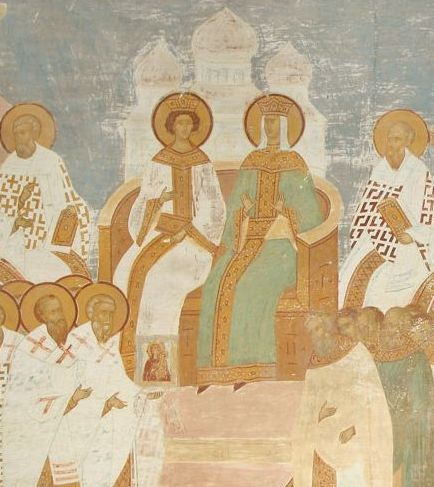
Императрица Ирина с сыном на Седьмом Вселенском соборе
(фреска Дионисия, XV век)

После смерти Льва IV, за малолетством его сына, императора Константина VI, регентом стала его супруга императрица Ирина, сторонница иконопочитания. Укрепившись у власти, она начала подготовку к проведению Вселенского собора для решения вопроса о почитании икон. В 784 году константинопольский патриарх Павел удалился в монастырь святого Флора, принял схиму и объявил о своём отречении от патриаршества. После этого, по предложению Ирины, константинопольским патриархом был избран Тарасий, императорский секретарь (асикрит).
Первая попытка открыть заседание собора, на который собрались представители всех христианских церквей, в том числе и легаты папы римского, была предпринята 7 августа 786 года. Собор был открыт в храме Святых Апостолов, но, когда начали зачитывать святые писания, в него ворвались вооружённые воины, сторонники иконоборцев, и угрозами заставили прекратить заседание. После этого Ирина под благовидным предлогом переместила столичное войско в провинции и отпустила ветеранов на родину, а затем собрала новое войско, поставив над ними преданных себе военачальников.

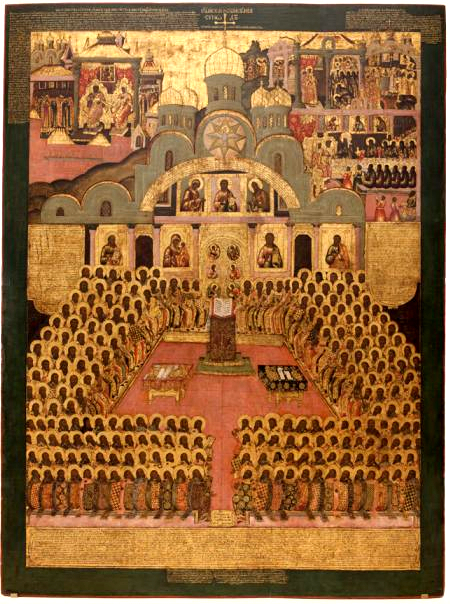
Седьмой Вселенский собор
(икона, XVII век)

24 сентября 787 года в Никее открылся Седьмой вселенский собор, в работе которого, по различным оценкам, приняли участие 350—368 иерархов, но число подписавших его Деяние составило 308 человек. Собор начал свою работу с принятия решения в отношении епископов-иконоборцев, многих из которых разрешили допустить к участию в работе Собора, приняв их публичное раскаяние. И лишь на четвёртом заседании, по предложению папских легатов, в храм, где заседал Собор, была принесена икона. На соборе были отвергнуты постановления иконоборческого собора 754 года, преданы анафеме иконоборцы и установлен догмат о иконопочитании:

…подобно изображению честного и животворящего Креста, полагати во святых Божиих церквах, на священных сосудах и одеждах, на стенах и на досках, в домах и на путях честные и святые иконы, написанные красками и из дробных камений и из другого способного к тому вещества устрояемые, якоже иконы Господа и Бога и Спаса нашего Иисуса Христа, и непорочныя Владычицы нашея святыя Богородицы, такожде и честных ангелов, и всех святых и преподобных мужей. …и чествовати их лобызанием и почитательным поклонением, не истинным, по вере нашей, Богопоклонением, еже подобает единому Божескому естеству, но почитанием по тому образу, якоже изображению честного и животворящего Креста и святому Евангелию и прочим святыням фимиамом и поставлением свечей честь воздаётся, яковый и у древних благочестный обычай был. Ибо честь, воздаваемая образу, преходит к первообразному, и покланяющийся иконе поклоняется существу изображённого на ней.
— Догмат о иконопочитании Трёхсот шестидесяти седми святых отец Седьмого Вселенского Собора
После собора императрица приказала изготовить и поместить над воротами Халкопратии образ Иисуса Христа взамен уничтоженного 60 лет назад при императоре Льве III Исавре. К образу была сделана надпись: «[образ], который некогда низверг повелитель Лев, вновь установила здесь Ирина».

### Второй иконоборческий период (814—842)

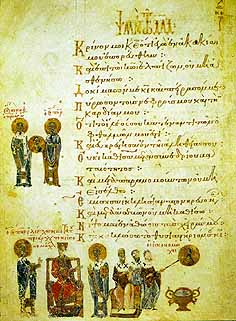
«Иконоборческий собор 815 года». Миниатюра из псалтыри Феодоры, 1066 год

Восстановленное на Седьмом Вселенском соборе иконопочитание сохранялось в империи в период правления Константина VI и Ирины. Занявший в 802 году престол император Никифор I также придерживался иконопочитания и при этом терпимо относился к иконоборцам и павликианам, что вызывало недовольство православной партии и особенно монахов. Только лишь в короткое царствование императора Михаила I (811—813 годы), находившегося под сильным влиянием духовенства, иконоборцы (и павликиане) стали подвергаться гонениям. В 813 году Михаил был низвергнут солдатами. Недовольные поражением в войне с болгарами солдаты, всё ещё разделявшие идеи иконоборчества, ворвались к гробнице Константина Копронима и вскрыли её со словами «Восстань и помоги гибнущему государству!». Михаила заставили отречься от престола и уйти в монастырь, на его место возвели энергичного и популярного полководца Льва V Армянина (813—820 годы). Этот восточный по происхождению император снова встал на сторону иконоборчества.

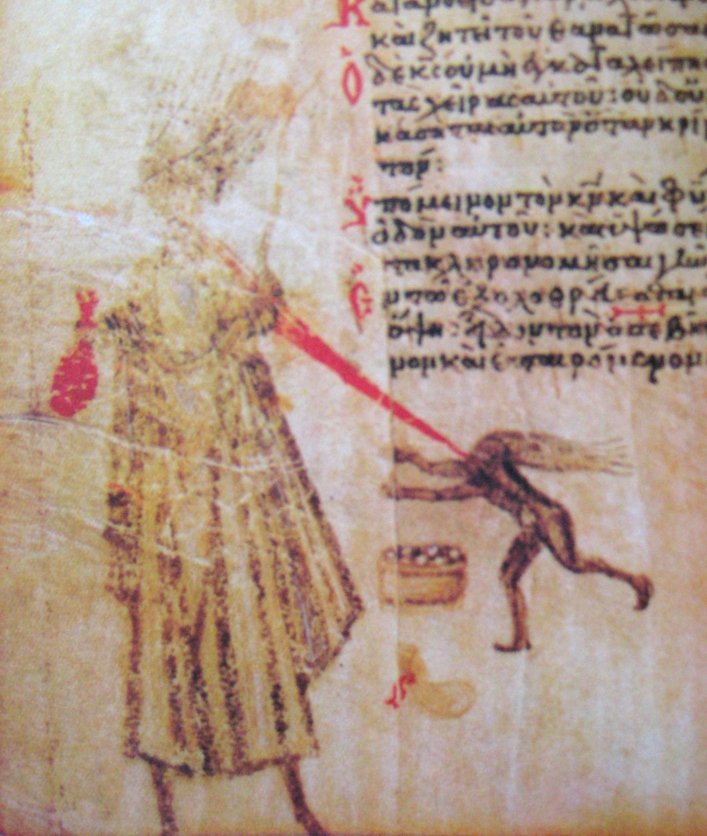
Иоанн Грамматик под ливанским кедром с торчащими дыбом волосами с кошельком и дьяволом

Лев V после своего восшествия на престол поручил тогда ещё простому монаху Иоанну Грамматику (будущий патриарх Иоанн VII) сделать подборку библейских и святоотеческих текстов против почитания икон. В декабре 814 года состоялся диспут иконопочитателей (которых возглавляли патриарх Никифор и Феодор Студит) и иконоборцев (Иоанн Грамматик, Антоний Силлейский). Резонансом дискуссии стало забрасывание солдатами образа Христа на медных воротах дворца (Халкопратия) и 6 января 815 года император Лев, идя к причастию, впервые не поклонился образу и велел его снять под предлогом защиты от осквернения. Реакцией на это стали письма Феодора Студита римскому папе и ночной поместный собор 70 епископов, проведённый патриархом Никифором, а также написанное им «Защитительное слово ко Вселенской церкви относительно нового раздора по поводу честных икон».
Император потребовал от патриарха отчёта о церковном имуществе, принял на него ряд жалоб и потребовал его явки на суд перед несколькими епископами и клириками. Никифор, не желая находиться перед судом простых епископов, отказался и 20 марта 815 года сложил с себя сан и удалился в монастырь. Новым константинопольским патриархом был избран иконоборец Феодот, родственник Константина Копронима, начальник лейб-гвардии, который, согласно Георгию Монаху, был совершенно необразован и «безгласней рыб». В 815 году императором в храме Святой Софии был созван собор (2-й иконоборческий), отменивший постановления Седьмого Вселенского собора и восстановивший определения собора 754 года, но не признавший за ним статус вселенского. Также собор 815 года уже не называет иконы идолами и разрешает помещать их в храмах на высоких местах в качестве назидания для неграмотных, но без возможности возжигания перед ними свечей и лампад. На соборе оппозиционные иконоборцам иерархи были анафематствованы и отправлены в ссылки. После собора 815 года в империи возобновилось уничтожение икон, преследование монахов и их эмиграция на Восток и в Италию.
Преемник Льва, Михаил II Косноязычный (Аморейский) проводил своеобразную политику терпимости относительно иконопочитателей: он дал амнистию всем потерпевшим за иконопочитание (в том числе патриарху Никифору и Феодору Студиту). Михаил издал постановление:

…мы и настаиваем: глубокое молчание да будет об иконах. И потому пусть никто не смеет поднимать речь об иконах (в ту или другую сторону), но да будет совершенно устранён и удалён и собор Константина (754 г.), и Тарасия (787 г.), и ныне бывший при Льве (815 г.) по этим вопросам.

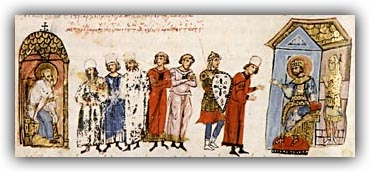
Патриарх Никифор направляет императору Михаилу II прошение о восстановлении иконопочитания
(миниатюра из Хроники Иоанна Скилицы)

Несмотря на такую политику терпимости, император поставил патриархом известного иконоборца Антония, епископа Силлейского. Историк Карташёв пишет, что Михаил, по его собственному признанию, «как солдат, всю жизнь не поклонялся ни одной иконе». Иконоборческие настроения Михаила видны в его послании, направленном на Запад к Людовику Благочестивому: «Прежде всего они изгнали из церквей святой крест и вместо него повесили иконы и пред ними лампады. Пред ними они воскуряют ладан и вообще оказывают им такое же уважение, как и кресту, на котором распят Христос. Они поют пред ними псалмы, поклоняются им и ожидают именно от икон себе помощи». Однако факты о преследовании иконопочитателей в период правления Михаила отсутствуют, но косвенным подтверждением притеснений может служить восстание самозванца Фомы, поднятое, вероятно, во имя православия. Из известных лиц гонениям был подвергнут только пресвитер Мефодий, будущий константинопольский патриарх. Постановление Михаила II оставалось в силе и при его преемнике, императоре Феофиле (829—842), который, однако, снова стал энергично преследовать иконопочитателей.

И замыслил тиран изничтожить всех, кто рисовал божественные лики, и вот те, кто предпочли жизнь, должны были плюнуть на икону, словно на какую рухлядь, сбросить на пол святое изображение, топтать его ногами и таким образом обрести спасение.— Продолжатель Феофана. Жизнеописания византийских царей

Иконоборцы (картина Доменико Морелли, XIX век)

По мнению ряда исследователей, царствование Феофила было самым суровым временем второго периода иконоборчества. Против иконопочитателей в 832 году был издан жестокий указ, исполнение которого взял на себя патриарх Иоанн Грамматик, прозванный в народе Леканомантом (волшебником): монастыри закрывались, монахи подвергались преследованиям и тюремному заключению. При этом ряд историков отмечает, что к суровым наказаниям император прибегал лишь в исключительных случаях.
Для второго периода иконоборчества характерно проявление участия в защите иконопочитания предстоятелей восточных православных церквей. Известно послание в защиту икон за подписями трёх восточных патриархов IX века — Христофора Александрийского, Иова Антиохийского и Василия Иерусалимского. В целом, как отмечает Ф. И. Успенский, во время второго периода иконоборчества «…интерес к иконоборческим идеям начал повсеместно ослабевать. Движение было идейно исчерпанным».

#### Торжество православия

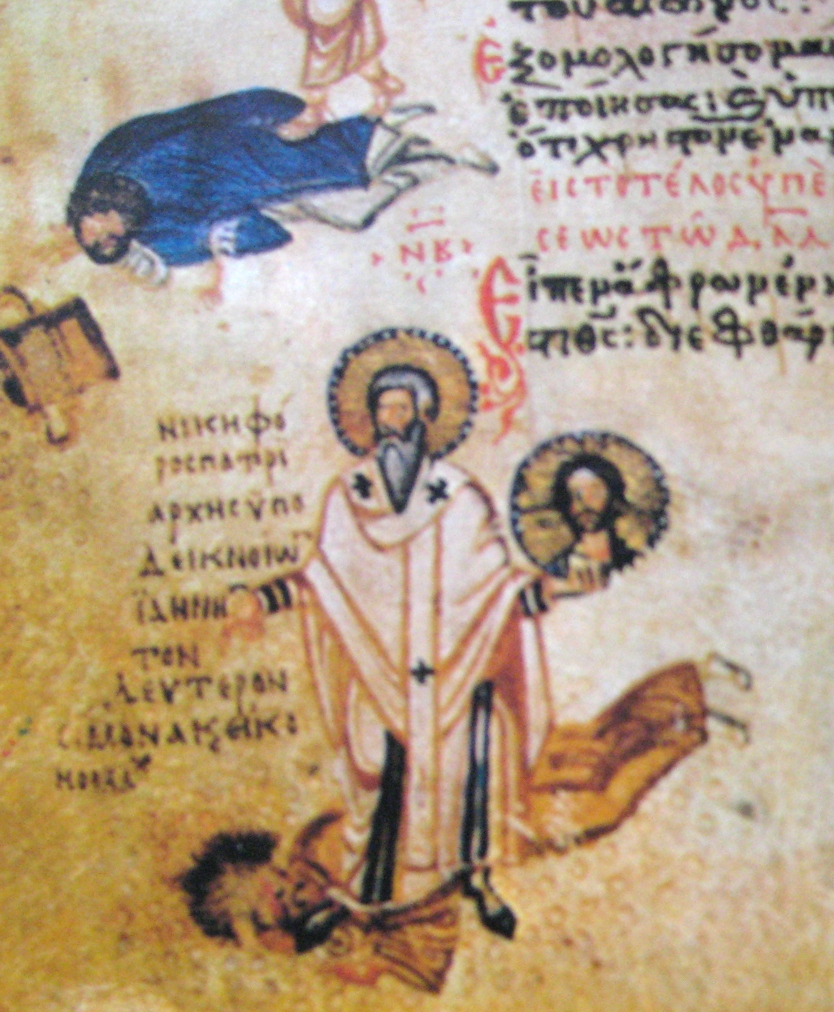
Патриарх Никифор, держа в руках образ Христа, попирает иконоборца Иоанна Грамматика

После смерти императора Феофила регентом за малолетством императора Михаила III стала его мать Феодора, воспитанная в традиции иконопочитания. Она при поддержке других лиц из числа сановников (между ними был и Мануил, дядя императрицы, действовавший, вероятно, из политических соображений) и духовенства приняла решение о восстановлении иконопочитания в империи. Был свергнут патриарх-иконоборец Иоанн VII Грамматик и на его место возведён защитник иконопочитания Мефодий, подвергавшийся преследованию при императоре Михаиле II.

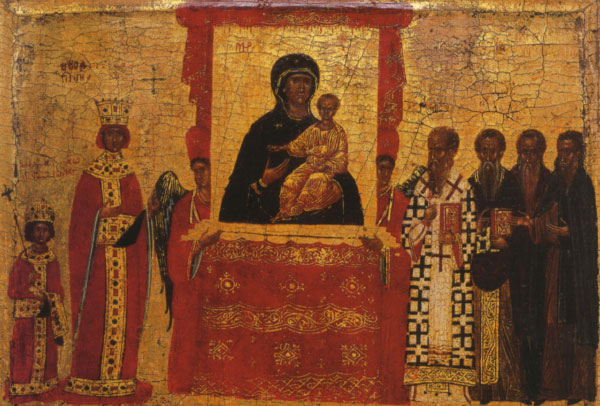
Императрица Феодора и император Михаил III
Икона «Торжество Православия» (фрагмент). Византия, первая половина XV века

На Константинопольском соборе 842 года был зачитан и одобрен томос, текст которого не сохранился, но про который из других источников известно, что он провозглашал необходимость восстановления почитания икон, подтверждал законность постановлений семи вселенских соборов и анафематствовал иконоборчество. Также собор вернул из ссылок всех ранее осуждённых за почитание икон; епископы-иконоборцы были изгнаны с кафедр, на которые возвратились архиереи, пострадавшие при Феофиле. По просьбе Феодоры анафеме не был подвергнут её супруг Феофил.
После церковного собора, осудившего иконоборцев и восстановившего иконопочитание в империи, Феодора устроила церковное торжество, которое пришлось на первое воскресенье Великого поста, бывшее в 843 году 11 марта (по другим данным — 19 февраля). В воспоминание об этом событии, значимом для христианского мира, и в память блаженной Феодоры ежегодно в первое воскресенье Великого поста православная церковь торжественно празднует восстановление иконопочитания, именуемое торжеством православия.

### Период реакции
После Константинопольского собора в империи начался период реакции, начались преследования людей, отрицающих иконопочитание. В Константинополь были торжественно перенесены останки знаменитых исповедников православия Феодора Студита и патриарха Никифора, пострадавших за свою веру и умерших в изгнании. На встречу останков вышли Феодора с сыном и весь двор, неся в руках свечи. Пешком они шли вслед за мощами до церкви Двенадцати апостолов. Была осквернена могила императора Константина V, без всякого уважения к императорскому сану его останки были выброшены на улицу, а из мраморного саркофага, распилив на тонкие плитки, сделали облицовку для одной из комнат императорского дворца. В знак победы иконопочитания на монетах и печатях после 843 года вновь появляется изображение Христа.

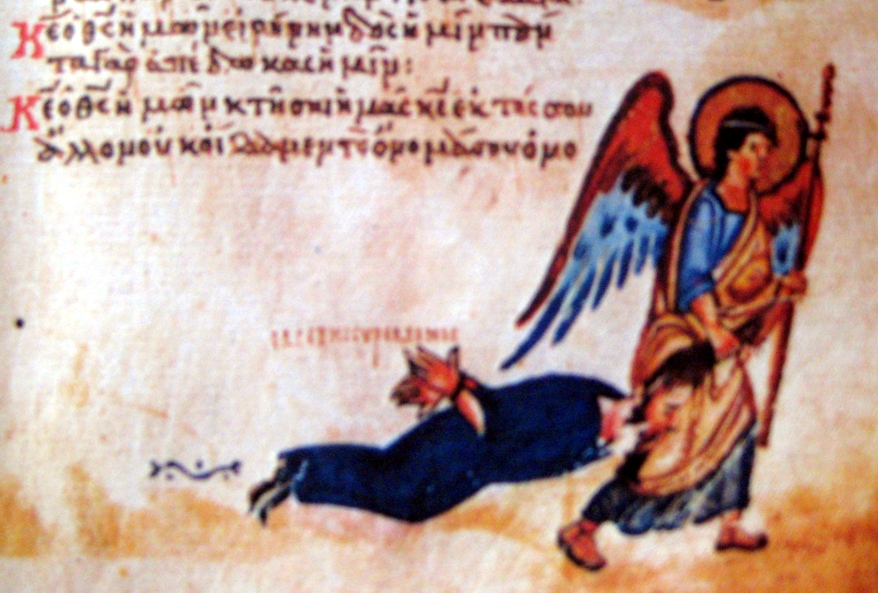
Ангел тащит грешника-иконоборца за волосы

Диль сообщает, что императрица Феодора мечтала о славе истребления еретиков, и по её приказанию павликианам было предложено на выбор: обращение в православие или смерть. После отказа павликиан изменить религиозные убеждения в местность Малой Азии, населённую ими, были направлены с карательными экспедициями три военачальника: Аргир, Судал и Дука. От рук императорских инквизиторов под пытками погибло около ста тысяч человек: «одних павликиан распяли на кресте, других обрекли мечу, третьих — морской пучине. Около десяти мириадов составляло число загубленных, их имущество было отправлено и доставлено в царскую казну».
Ф. И. Успенский отмечает, что период реакции характеризуется не только восстановлением почитания икон и вообще церковной реакцией, но и также отменой многих других нововведений, которые рассматривались как результат иконоборческой системы правления. Так, многие законы, изданные императорами-иконоборцами, были признаны в X веке негодными и отменены.

## Искусство периода иконоборчества

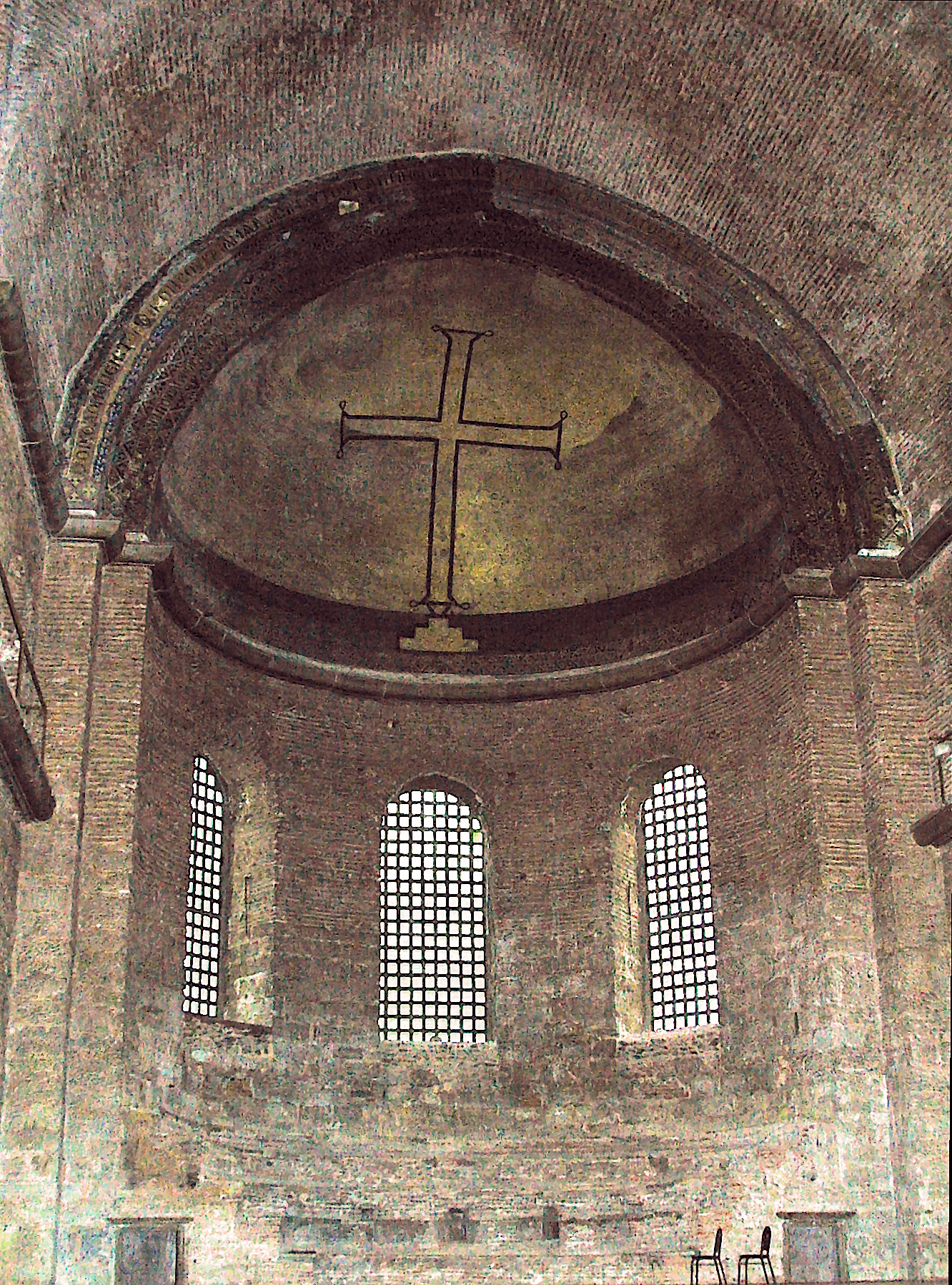
Характерное для иконоборческого периода украшение храмов (Церковь Святой Ирины в Константинополе)

Иконоборцы уничтожили значительный пласт изобразительного искусства Византии предыдущих веков. Образы заменялись неизобразительным искусством на растительно-зооморфную тематику, особое распространение получила аниконическая декорация. Так, евангельский цикл во Влахернской церкви был уничтожен и заменён цветами, деревьями и птицами. Современники говорили, что он «превращён в овощной склад и птичник». В Святой Софии роскошные мозаики были заменены простыми крестами. Единственными мозаиками, пережившими период иконоборчества, являются мозаики базилики Святого Димитрия в Салониках.
Основной тематикой изображений стали пасторали. Император Феофил украшал здания подобными орнаментально-буколическими изображениями в большом количестве. «Увлечение буколикой приобретало весьма специфические, романтическо-чувственные формы, явно связанные с общей реформационной программой иконоборчества». Феофил строил павильоны-храмы, которые носили такие названия как Жемчужный триклиний, Опочивальня гармонии, Зал любви.
Произошёл подъём и светской живописи, которая возвратила себе традиции прежней римской имперской тематики: портреты императоров, сцены охоты и цирковых представлений, спортивной борьбы, скачек — поскольку запрет на изображение человеческих образов касался только сакральной тематики. Известно, что император Константин V приказал на стенах одного из храмов заменить композиции со сценами шести Вселенских соборов на изображение своего любимого возницы. Искусство периода иконоборчества носило ретроспективный характер и кроме раннехристинской аниконической традиции характеризовалось возвратом к античности.

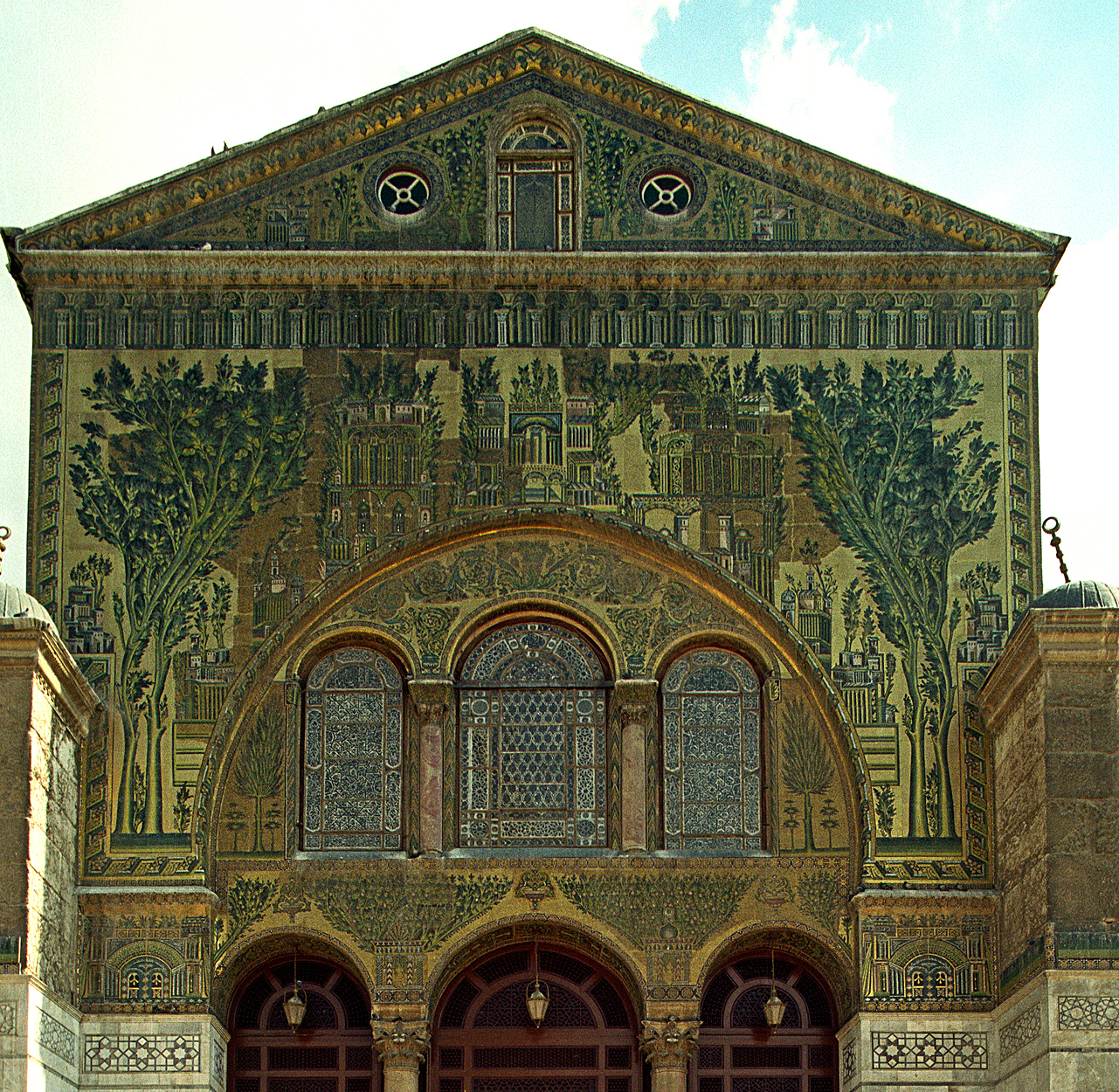
Мечеть Омейядов

Результатом иконоборчества стало исчезновение в восточной церкви скульптурных изображений святых или сцен Священной истории. После восстановления иконопочитания церковное искусство не вернулось к таким формам священных изображений; ряд исследователей видят в этом частичную победу иконоборцев над неумеренными иконопочитателями.
Главные памятники этого периода не сохранились, поскольку их планомерно уничтожили победившие иконопочитатели, покрывая мозаикой и фресками аскетические работы иконоборцев (например, мозаика апсиды храма Святой Софии в Салониках). Тем не менее, некоторое представление о них дают следующие работы:
- мозаики в мечети Омара в Иерусалиме (692 год), выполнены приглашёнными из Константинополя мастерами;
- мозаики во внутреннем дворике мечети Омейядов в Дамаске (711 год).

К искусству периода завершения иконоборчества относятся миниатюры Хлудовской псалтыри, которая является продолжением традиции иллюстрированной Псалтыри, которая в период иконоборчества была расширена и обогащена, а затем подверглась переработке на константинопольской почве.